# Magdalena Keverich van Beethoven
Magdalena Keverich van Beethoven (n. 19 decembrie 1746, Koblenz, Renania-Palatinat, Germania – d. 17 iulie 1787, Bonn, Electoratul de Köln⁠(d)) a fost mama compozitorului Ludwig van Beethoven.

## Viața

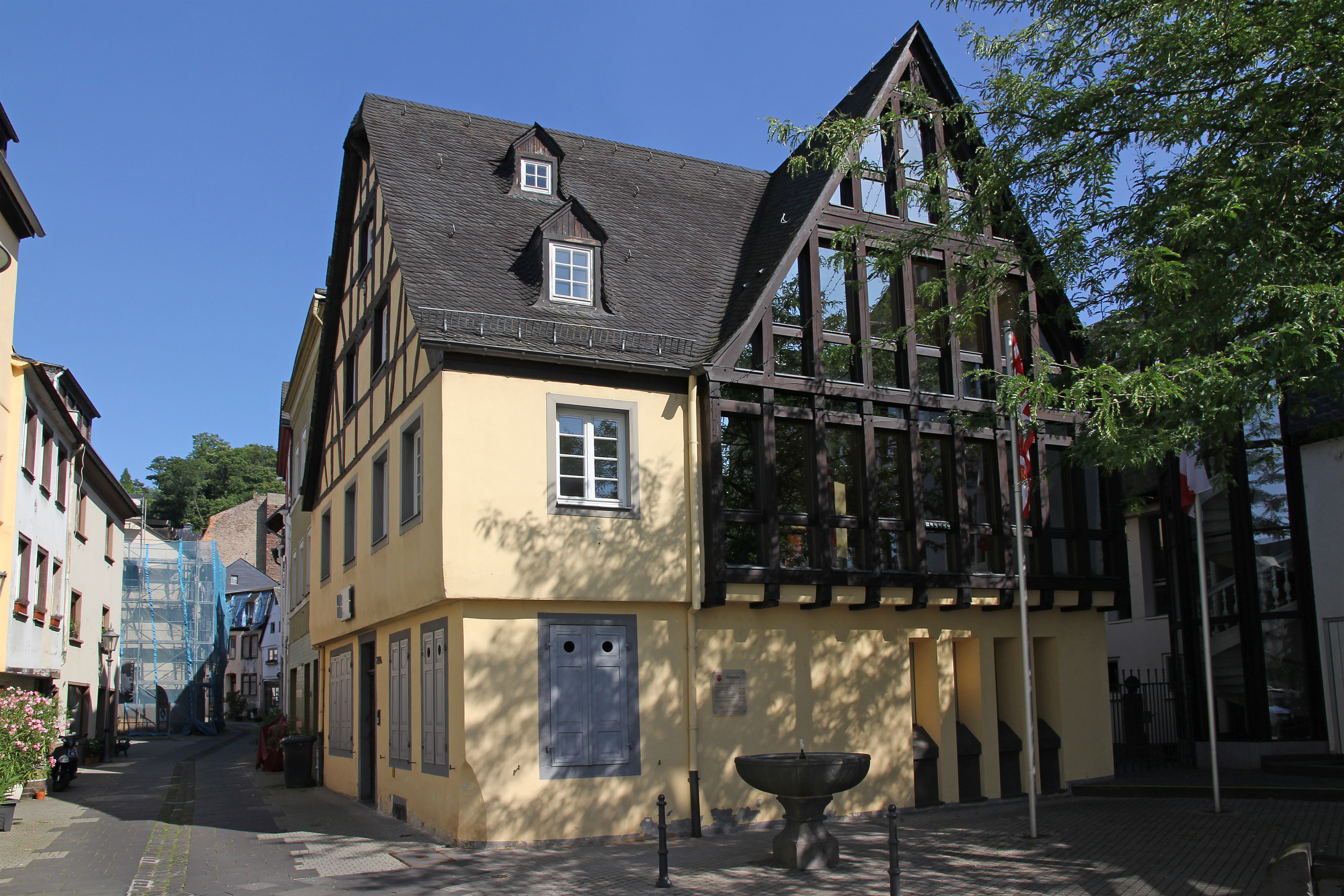
Casa unde s-a născut Maria Magdalena Keverich în Ehrenbreitstein

Ea s-a născut în 1746 în Ehrenbreitstein, un sat de pe râul Rin, vizavi de Koblenz , Germania (acum districtul Koblenz). Părinții ei au fost Johann Heinrich Keverich (1701–1759) și Anna Klara (Clara) Westorff (1707–1768), care s-au căsătorit în 1731. Din 1733 Johann a fost bucătar șef la curtea Principelui Elector din Trier, care se afla în Ehrenbreitstein.

Cea mai mică dintre cei șase copii ai lor a fost Maria Magdalena. La 30 ianuarie 1763 s-a căsătorit cu Johann Georg Leym, care era în slujba Arhiepiscopului de Trier; a murit în 1765. 
S-a căsătorit cu Johann van Beethoven la Biserica Sf. Remigius, Bonn, la 12 noiembrie 1767. Tatăl lui Johann, Ludwig van Beethoven (1712 - 1773), era capelmaistru la curtea Principelui Elector din Köln (care se afla la Bonn), iar Johann era muzician de curte acolo. Johann și Maria van Beethoven au avut șapte copii: viitorul compozitor Ludwig a fost al doilea, născut în 1770.
Maria a murit la Bonn, în 1787, de tuberculoză, la 40 de ani. 